# Химично изветряне
Химичното изветряне е природен процес, при който се наблюдава разрушаване и отнасяне на скалите и минералите от земната кора. То настъпва в резултат от тяхното химично взаимодействие с водата. Тя разтваря и отнася определени техни компоненти. Конкретният им състав зависи от свойствата на взаимодействащата със скалата вода. Освен водата други активни фактори при това изменение са кислорода, въглената киселина, а след тях растенията, животните и микроорганизмите.

## Видове химично изветряне
- Хидролиза – в топлите и влажни климатични области химичното изветряне протича много по-бързо, отколкото в студените, понеже при висока температура и изобилна влага химичните процеси са по-интензивни. Например от разпадането и раздробяването на гранита се образува зърнеста маса, наречена груз. От кристалинните шисти се образуват гглинести маси, а от варовика след разтварянето му остава червена глинеста пръст в топлите области и жълтеникава в умерените.[1]
- Хидратизация и дехидратизация – например хематитът, поемайки вода, се превръща в лимонит, анхидридът по същия начин се превръща в гипс, а ортоклазите образуват каолин.[1]
- Окисление
- Биохимично изветряне